# Falcons de la Pàtria
Els Falcons de la Pàtria (en romanès, Şoimii Patriei) fou una organització comunista per a infants de 4 a 7 anys de la República Socialista de Romania. L'organització dels falcons de la pàtria va ser creada l'any 1976.
El seu objectiu era el de contribuir a la "educació moral i cívica dels nens en l'esperit de l'humanisme i en l'amor i el respecte a la pàtria, al poble i al Partit Comunista Romanès".
Els Falcons de la Pàtria van dur a terme les seves activitats sota la direcció del Partit i amb l'orientació de l'Organització de Pioners.
L'ingrès a l'organització es celebrava en un ambient festiu (incloent l'ús de flors, banderes i insígnies), amb presència dels pares, els representants del Partit i els òrgans estatals.
Els seus uniformes eren; per als nens: pantalons blaus (llargs i curts), camisa de color taronja, corbata vermella amb vora tricolor, barret de color blau, mitjons blancs, targeta d'identificació; per a les nenes: faldilla blava, brusa color taronja, mocador vermell amb la borda tricolor, barret blau, mitjons blancs, targeta d'identificació.